# Lanová dráha Asitzbahn
Asitzbahn je lanová dráha v rakouském městě Leogang. Je kabinková (gondolová) a vede z předměstí města Leogang. Dělí se na dvě části a spojuje ji přestupní terminál. Spojeno je to systémem LAN.

## Galerie

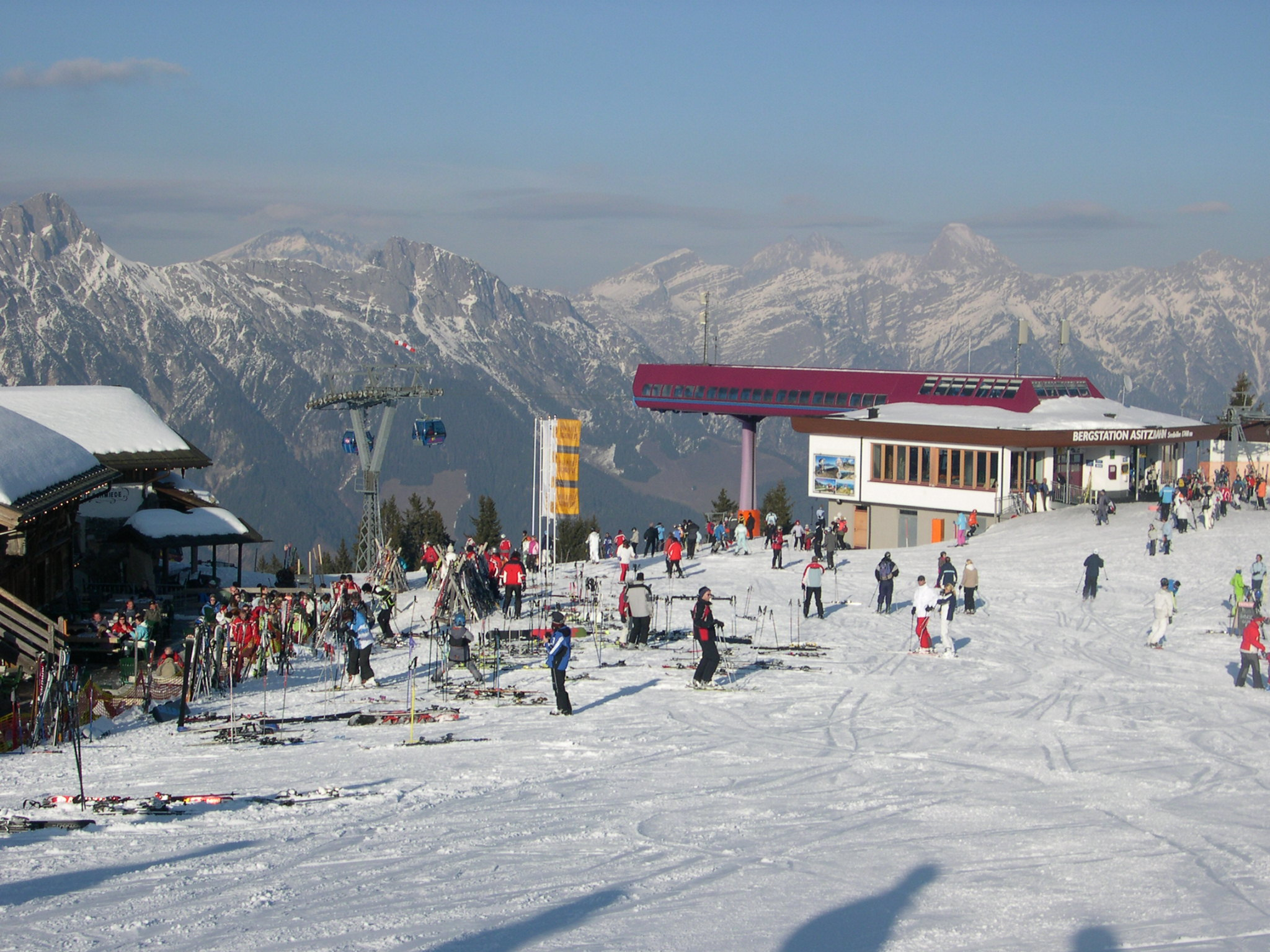
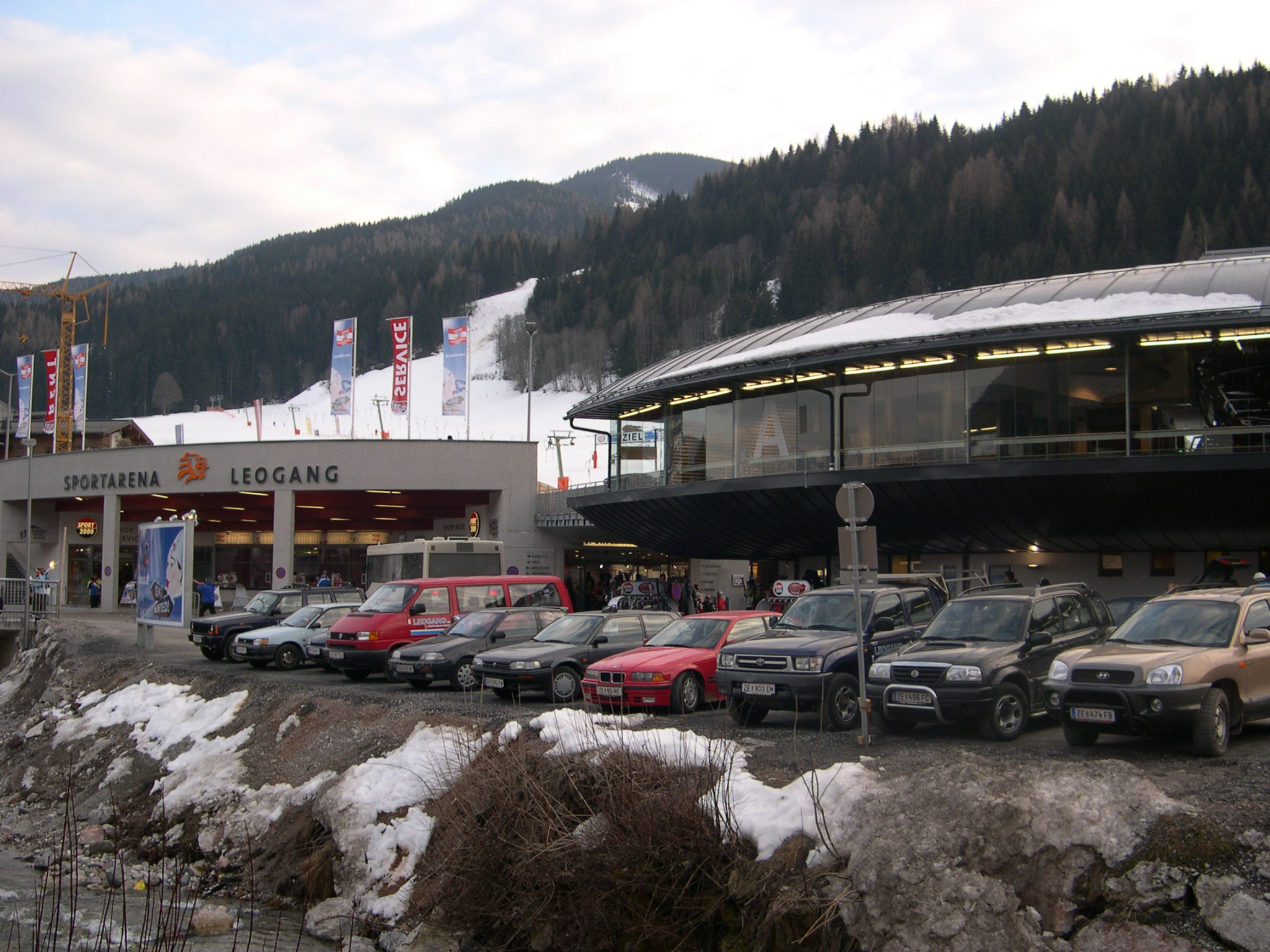